# Ajna Késely
Ajna Evelin Késely (Budapest, 10 settembre 2001) è una nuotatrice ungherese.

## Palmarès
- Europei

Londra 2016: oro nella 4x200m sl.
Glasgow 2018: argento nei 400m sl e negli 800m sl, bronzo nei 1500m sl.
Roma 2022: argento nei 400m sl, bronzo nella 4x200m sl.
Belgrado 2024: oro nei 400m sl e negli 800m sl, argento nella 4x200m sl.
- Europei in vasca corta

Glasgow 2019: argento negli 800m sl, bronzo nei 400m sl.
Otopeni 2023: bronzo negli 800m sl e nei 1500m sl.
- Universiadi

Chengdu 2023: argento nei 400m sl.
- Olimpiadi giovanili

Buenos Aires 2018: oro nei 200m sl, nei 400m sl e negli 800m sl.
- Mondiali giovanili

Indianapolis 2017; oro nei 400m sl, argento nei 200m sl, negli 800m sl e nei 1500m sl.
- Europei giovanili

Hódmezővásárhely 2016: oro nei 200m sl, nei 400m sl, negli 800m sl e nella 4x200m sl, argento nella 4x100m sl mista.
Netanya 2017: oro nei 200m sl, nei 400m sl, negli 800m, nei 1500m sl, nella 4x200m sl e nella 4x100m sl mista.
Helsinki 2018: oro nei 400m sl, negli 800m sl, nei 1500m sl, nei 400m misti e nella 4x200m sl, argento nei 200m sl, bronzo nei 200m misti e nella 4x100m sl mista.
- Festival olimpico della gioventù europea

Tbilisi 2015: oro nei 200m sl, nei 400m sl, negli 800m sl e nei 200m farfalla e argento nei 100m sl.

## International Swimming League
| stagione 2020 | Stagione 2021 |
| ------------- | ------------- |
| NY Breakers   | NY Breakers   |